# 瓦德
瓦德（阿拉伯语：‎）位于阿尔及利亚东北部，是瓦德省的首府。

## 交通
- 蓋馬機場（英语：Guemar Airport）